# Phacelia
- Commons
- Wikispecies

Phacelia (vernacular, facélia) é um gênero de plantas pertencente à família Boraginaceae. Também conhecida como erva-escorpião.